# اندیس سنگ تزئینی گرانیتی قاضی کلایه
سنگ تزئینی گرانیتی قاضی کلایه یک اندیس مصالح ساختمانی است که در  استان قزوین قرار دارد و مادهٔ معدنی موجود در آن، سنگ تزئینی است.سنگ میزبان این اندیس مونزونیت - گابرو است و دیرینگی آن به دوران ائو- نفوذیهای سازند کرج می‌رسد. 